# Squalius aphipsi
Squalius aphipsi är en fiskart som först beskrevs av Aleksandrov 1927.  Squalius aphipsi ingår i släktet Squalius och familjen karpfiskar. IUCN kategoriserar arten globalt som livskraftig. Inga underarter finns listade i Catalogue of Life.